# Mangel Halto
Mangel Halto is een strand bij Pos Chikito op Aruba. Sinds 2019 is het gebied beschermd als onderdeel van het Marine Park Aruba en valt het beheer onder Stichting Nationaal Park Aruba.
Mangel Halto ligt tussen de mangrovebossen, en is een rustig strand van ongeveer 600 meter lang. Ten noorden van de strand bevindt zich het natuurgebied Spaans Lagoen. Het water is kalm en ondiep, en geschikt voor snorkelen en kajakken.
Het is mogelijk door het water naar de rand van het kustrif waden. Er voorbij verdiept de oceaan zich tot 110 meter, inktvissen, murenen, en zeesnoeken komen er in groten getale voor.

## Galerij

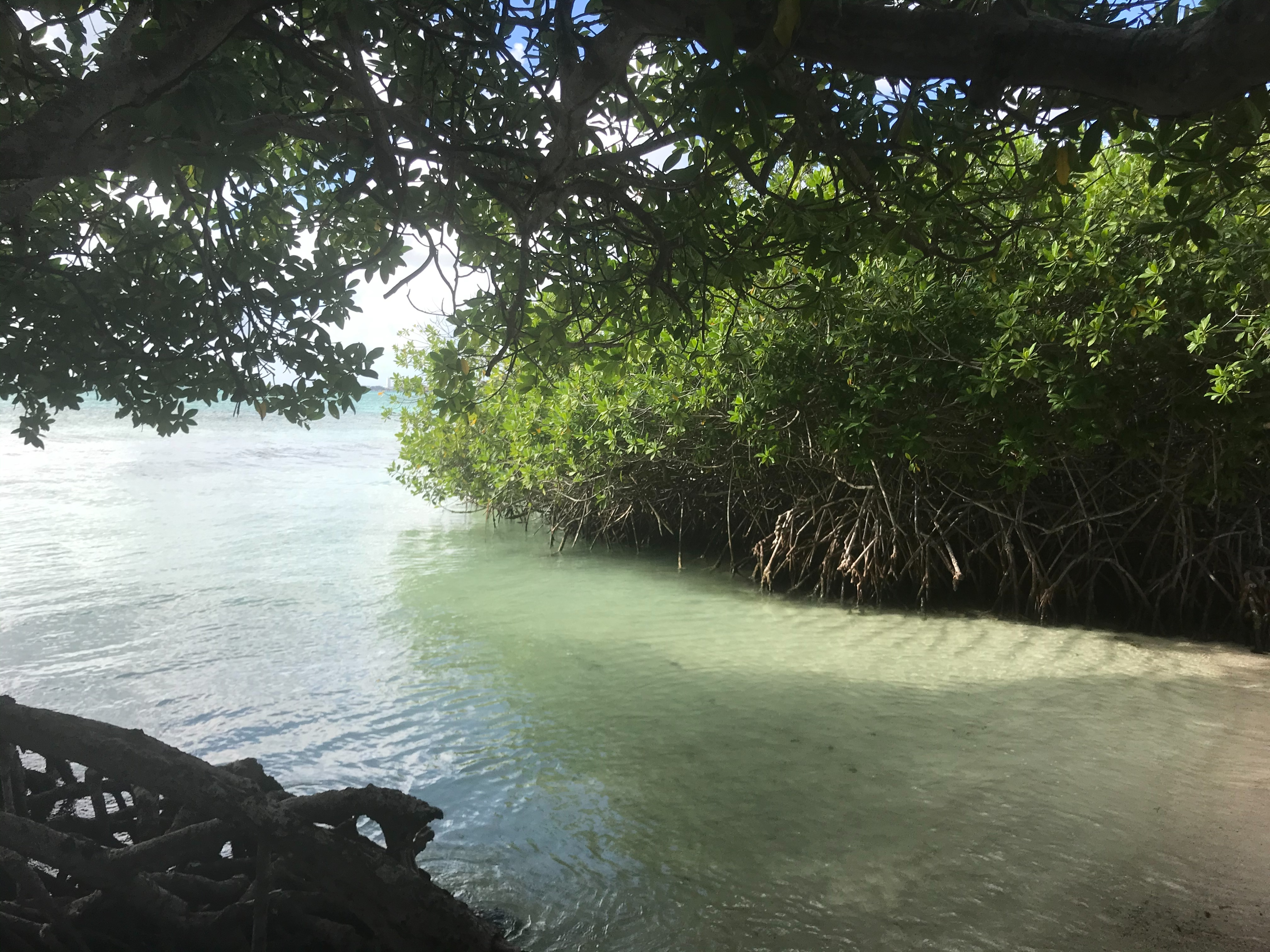
Mangrovebossen
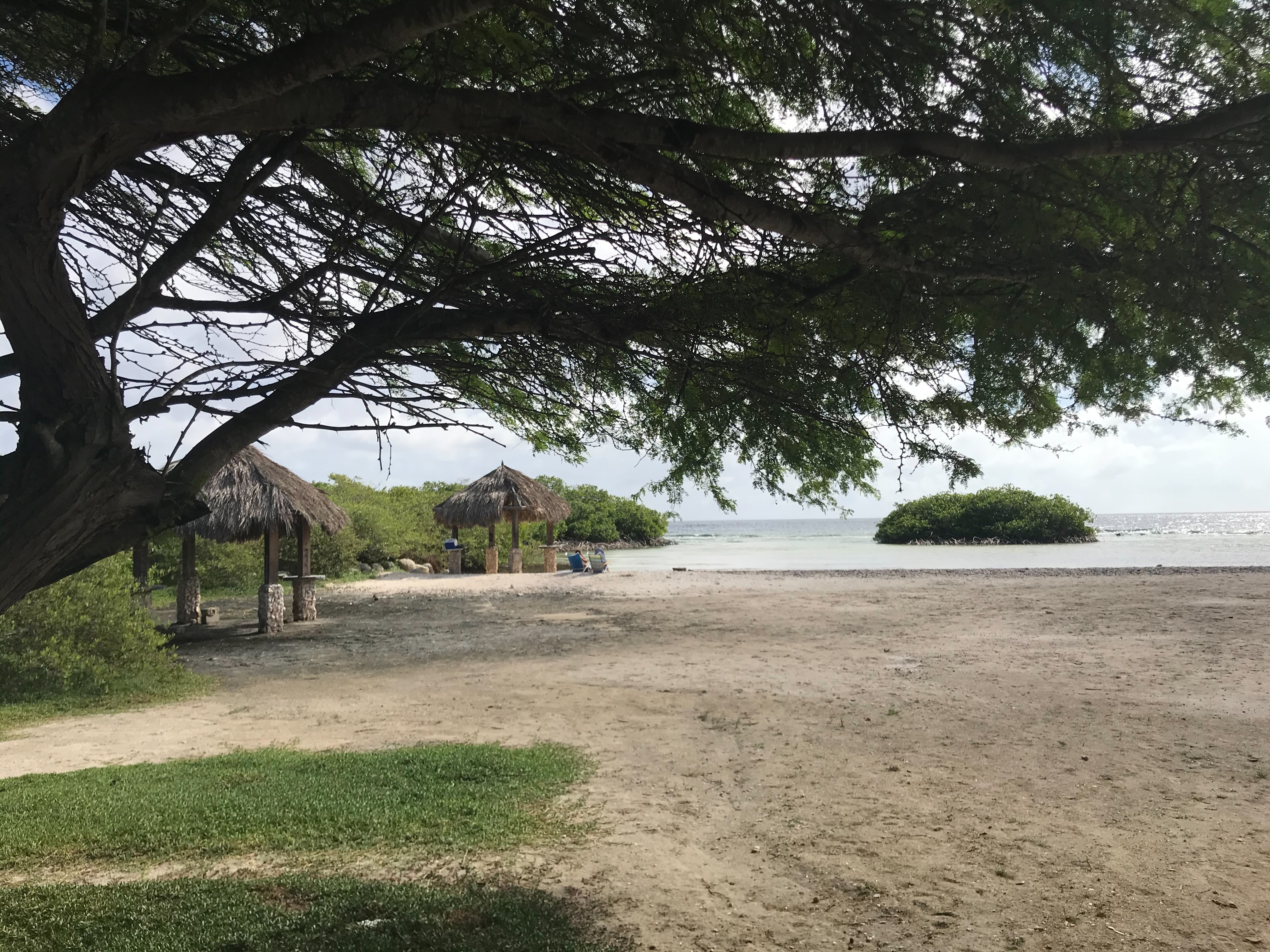
Strandhutjes

Arashi Beach · Baby Beach · Daimari Beach · Eagle Beach · Flamingo Beach* · Iguana Beach* · Mangel Halto · Palm Beach · Palmeiland* · Rodgers Beach

* privéstranden